# Hercoglossidae
Hercoglossidae zijn een uitgestorven familie uit de orde Nautilida.

## Geslachten
- Cimomia Conrad, 1866 †
- Hercoglossa Conrad, 1866 †